# Grande Ronde
La Grande Ronde (Grande Ronde River) est un cours d'eau de 341 kilomètres dans les États de Washington et de l'Oregon aux États-Unis. Prenant sa source dans les Montagnes Bleues, il se jette dans la Snake, un affluent du fleuve Columbia.